# Jim Day
James E. „Jim” Day (ur. 2 lipca 1946 w Thornhill) – kanadyjski jeździec sportowy. Złoty medalista olimpijski z Meksyku.
Specjalizował się w WKKW i skokach przez przeszkody. Brał udział w trzech igrzyskach (IO 68, IO 72, IO 76). W 1968 po złoto sięgnął w drużynie w skokach, jadąc na koniu Canadian Club. Wspólnie z nim startowali Jim Elder oraz Thomas Gayford. W kadrze Kanady znajdował się w latach 1964-1977.